# PGC 2176216
LEDA/PGC 2176216 ist eine Galaxie im Sternbild Andromeda am Nordsternhimmel. Sie ist schätzungsweise 360 Millionen Lichtjahre von der Milchstraße entfernt und hat einen Durchmesser von etwa 85.000 Lichtjahren. Vom Sonnensystem aus entfernt sich das Objekt mit einer errechneten Radialgeschwindigkeit von näherungsweise 7.900 Kilometern pro Sekunde.

## Galaktisches Umfeld
| Nr. | Galaxie          | Alternativname          | Rek          | Dek          | Distanz/asec |
| --- | ---------------- | ----------------------- | ------------ | ------------ | ------------ |
| →   | LEDA/PGC 2176216 | 2MASX J02321913+4108025 | 02h32m19.13s | +41d08m02.5s | 0            |
| 1   | LEDA/PGC 2177335 | 2MASX J02330963+4112224 | 02h33m09.63s | +41d12m22.5s | 626.28       |
| 2   | LEDA/PGC 2175970 | 2MASX J02310341+4107044 | 02h31m03.37s | +41d07m04.0s | 859.69       |
| 3   | LEDA/PGC 2174529 | 2MASX J02310973+4101380 | 02h31m09.71s | +41d01m37.9s | 875.06       |